# Nycteola fusculana
Nycteola fusculana är en fjärilsart som beskrevs av Schmid 1886. Nycteola fusculana ingår i släktet Nycteola och familjen trågspinnare. Inga underarter finns listade i Catalogue of Life.